# Tirumurai

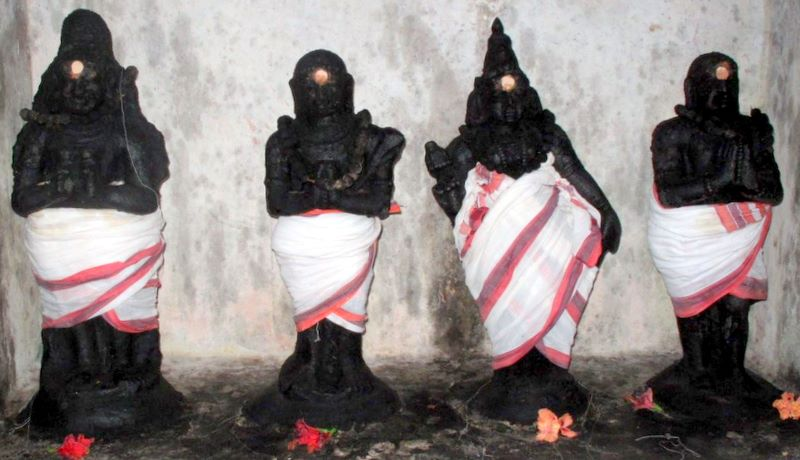
Statuen von Sambandar, Appar, Sundarar und Manikkavasagar, der Autoren der ersten acht Bücher des Tirumurai, in einem Hindu-Tempel

Das Tirumurai (Tamil: திருமுறை Tirumuṟai [ˈt̪iɾɯmurɛi̯] „heilige Anordnung“) ist der literarische Kanon des tamilischen Shivaismus. Es teilt sich in zwölf Bücher, die eine Vielzahl von sehr uneinheitlichem Material beinhalten. Die Werke des Tirumurai gehören zur shivaitischen Bhakti-Literatur und sind zwischen dem 6. und 12. Jahrhundert entstanden. Die Autoren des Tirumurai werden als Dichterheilige (Nayanmar) verehrt.

## Inhalt
Den wichtigsten Teil des Tirumurai bilden die ersten sieben Bücher, die zusammenfassend als Tevaram bezeichnet werden. Sie wurden von den Autoren Sambandar, Appar und Sundarar verfasst. Im achten Buch folgen das Tiruvasagam und das Tirukkovaiyar des Manikkavasagar. Diese vier Autoren – Sambandar, Appar, Sundarar und Manikkavasagar – genießen als Dichterheilige besonders große Verehrung. Das neunte Buch, bestehend aus dem Tiruvisaippa und dem Tiruppallandu, ist von einer Reihe weniger bekannter Autoren verfasst worden. Das zehnte Buch enthält Tirumulars Tirumandiram, einen Schlüsseltext für den tamilischen Shaiva Siddhanta. Im elften Buch ist eine Vielzahl kleinerer, weniger bekannter Texte verschiedener Autoren gesammelt. Darunter befindet sich aber auch die Dichterheilige Karaikkal Ammaiyar, die wahrscheinlich früheste shivaitische Bhakti-Dichterin. Auch das Tirumurugatruppadai, ein Werk der alttamilischen Sangam-Literatur hat hier Aufnahme gefunden. Das zwölfte und letzte Buch des Tirumurai bildet schließlich das Periyapuranam (eigentlich Tiruttondarpuranam) des Autors Sekkilar, das Hagiographie der Dichterheiligen oder Nayanmar enthält.
Zwischen den Autoren des Tirumurai und den im Periyapuranam kanonisierten Dichterheiligen besteht eine gewisse Diskrepanz: Im Periyapuranam werden 63 Nayanmar aufgezählt, während sich im Tirumurai Texte von nur 27 Autoren finden. Von diesen werden auch nicht alle im Periyapuranam erwähnt und zählen daher nicht zu den Nayanmar, darunter auch der berühmte Manikkavasagar.

## Übersicht
| Nr.   | Autor                     | Werktitel |
| ----- | ------------------------- | --- |
| I-III | Sambandar                 | Tevaram |
| IV-VI | Appar                     | Tevaram |
| VII   | Sundarar                  | Tevaram |
| VIII  | Manikkavasagar            | Tiruvasagam, Tirukkovaiyar |
| IX    | Tirumaligaittevar         | Tiruvisaippa, Tiruppallandu |
| IX    | Karuvurttevar             | Tiruvisaippa, Tiruppallandu |
| IX    | Pundurutti Nambikadanambi | Tiruvisaippa, Tiruppallandu |
| IX    | Kandarattittar            | Tiruvisaippa, Tiruppallandu |
| IX    | Venattadigal              | Tiruvisaippa, Tiruppallandu |
| IX    | Tiruvaliyamudanar         | Tiruvisaippa, Tiruppallandu |
| IX    | Purudottamanambi          | Tiruvisaippa, Tiruppallandu |
| IX    | Sedirayar                 | Tiruvisaippa, Tiruppallandu |
| IX    | Sendanar                  | Tiruvisaippa, Tiruppallandu |
| X     | Tirumular                 | Tirumandiram |
| XI    | Tiruvalavayudaiyar        | Tirumugappasuram |
| XI    | Karaikkal Ammaiyar        | Arpuda Tiruvandadi, Tiruvirattaimanimalai, Tiruvalangattu Tiruppadigam |
| XI    | Aiyadigal Kadavar Kon     | Kshettirattiruvenba |
| XI    | Seraman Perumal           | Ponvannattandadi, Nanavula, Arurmummani |
| XI    | Nakkiradevar              | Kayilaipadi Kalattipadiyandadi, Tiruvingoymalai Eluppadu, Tiruvalanchuli Mummanikkovai, Tiruvelugurrirukkai, Perundevapani, Kobappirasadam, Kar Ettu, Potri Tirukkalivenba, Tirumurugatruppadai, Tirukannappadevar Tirumaram |
| XI    | Kalladadevar              | Tirukkannappadevar Tirumaram |
| XI    | Kabiladevar               | Muttayanar Tiruvirattaimanimalai, Sivaperuman Tiruvirattaimanimalai, Sivaperuman Tiruvandadi |
| XI    | Paranadevar               | Sivaperuman Tiruvandadi |
| XI    | Ilamberuman Adigal        | Sivaperuman Tirumummanikkovai |
| XI    | Adiravadigal              | Muttapillaiyar Tirumummanikkovai |
| XI    | Pattinattu Pillaiyar      | Koyil Nanmanimalai, Tirukkalumala Mummanikkovai, Tiruvidaimarudur Mummanikkovai, Tiruvegambamudaiyar Tiruvandadi, Tiruvotriyur Oruba Orubadu |
| XI    | Nambi Andar Nambi         | Tirunaraiyur Vinayagar Tiruvirattaimanimalai, Koyil Tiruppanniyar Viruttam, Tiruttondar Tiruvandadi, Aludaiya Pillaiyar Tiruvandadi, Aludaiya Pillaiyar Tiruchanbaiviruttam, Aludaiya Pillaiyar Mummanikkovai, Aludaiya Pillaiyar Tiruvulamalai, Aludaiya Pillaiyar Tirukkalambagam, Aludaiya Pillaiyar Tiruttogai, Tirunavukkarasu Tevar Tiruvegadasa Malai |
| XII   | Sekkilar                  | Periyapuranam |